# 오성찬
오성찬(1940년 4월 18일~2012년 9월 26일)은 대한민국의 소설가이자 신문 기자이다. 

## 생애
1940년 4월 18일 제주도 서귀포에서 태어나 1969년에 소설 "별을 따려는 사람들"로 신춘문예에 당선되어 문단에 데뷔하였다. 그는 생전에 제주신문 기자, 제남신문 편집부장, 제주도 민속 자연사 박물관 민속연구관, 제주역사연구회 회장 등을 지냈다. 그는 2012년 9월 26일 오전 1시 20분에 지병으로 별세하였다.

## 작품 활동
오성찬 소설가는 제주 토박이 소설가로 제주 사람들의 삶의 방식을 알리는 작품을 많이 출간하였다. 그는 초등학교 2학년 때 제주 4·3 사건을 목격하였는데, "하얀 달빛", "잃어버린 고향" 등의 단편 소설로 사건의 상처를 형상화하였다. 특히 당시 4·3 사건에 대한 언급이 사회적으로 금기시되었는데 오성찬 작가는 그 실상과 아픔을 가장 먼저 작품으로 알렸다.이외에도 그는 역사적 사건을 문학 작품에 많이 담아왔다. 또한, 오성찬 작가는 10년 동안 제주도 내의 마을들의 이름의 유래를 밝히는 마을시리즈를 발간하여 향토사 발굴에도 기여를 하였다.

## 투병 생활
오성찬 소설가는 투병 중에 2011년 '제주대학교, 책읽기 릴레이' 선포식에 참가하였다. 그는 거동이 불편함에도 불구하고 그를 위한 특별 의자를 거절한 채 자리에 서서 "제주어의 뿌리를 파서 제주어를 세계에서 가장 빛나는 언어로 정착시켜야 한다"는 강연을 하였다.

## 작품 목록
소설집
- <별을 따려는 사람들> (1973년)
- <한라산> (1979년)
- <습작우화> (1984년)
- <세한도> (1986년)
- <단추와 허리띠> (1988년)
- <모래 위에 세운 도시> (1989년)
- <한 공산주의자를 위하여> (1989년)
- <추사 김정희> (1993년)
- <그 짝글레기의 유품> (1993년)
- <크는 산> (1994년)
- <푸른 보리밭> (1998년)
- <진혼 아리랑> (1999년)
- <종소리 울려 퍼져라> (1999년)
- <죽은 장군의 증언> (2000년)
- <보제기들은 밤에 떠난다> (2001년)
- <우리 시대의 애가> (2002년)
- <버려지는 사람들> (2003년)
- <나비와 함께 날아가다> (2004년)
- <한라 구절초> (2004년)
- <아아 삼별초> (2005년)
- <바람난 마을> (2006년)
- <슬픈 몽골반점> (2006년)
- <꽃상여> (2007년)

등 총 35권의 저서

## 수상 기록
- 요산문학상
- 한국소설문학상
- 한국문학상[4]